# Pokhara (geslacht)
Pokhara is een geslacht van hooiwagens uit de familie Sclerosomatidae.
De wetenschappelijke naam Pokhara is voor het eerst geldig gepubliceerd door Suzuki in 1970. 

## Soorten
Pokhara omvat de volgende 7 soorten:
- Pokhara kathmandica
- Pokhara lineata
- Pokhara minuta
- Pokhara occidentalis
- Pokhara quadriconica
- Pokhara trisulensis
- Pokhara uenoi